# John Merrill Knapp
John Merrill Knapp (* 9. Mai 1914 in New York City; † 7. März 1993 in Princeton, New Jersey) war ein US-amerikanischer Musikwissenschaftler und Hochschullehrer. Er ist vor allem für seine Forschungstätigkeit zu Georg Friedrich Händel bekannt. 
Knapp studierte an der Yale University (Abschlussjahrgang 1936). Ab 1946 war er, zunächst als Musiklehrer, später als Assistant Professor und Associate Professor und von 1961 bis 1982 als ordentlicher Professor an der Princeton University tätig.
1985 wurde er mit dem Händelpreis des Bezirkes Halle ausgezeichnet.